# مقاطعة سان هواكوين (كاليفورنيا)
مقاطعة سان هواكوين (بالإنجليزية: San Joaquin County)‏ هي إحدى مقاطعات ولاية كاليفورنيا في الولايات المتحدة الأمريكية.

## أعلام
- إف. بي ريد
- لورانس إدوارد واتكن
- ديفيد هاسكيل
- جوناثان ر. ديفيس